# Westslowakei

Karte der slowakischen Kraje; Westslowakei: rot, dunkelblau, dunkelgrün und rosa

Die Westslowakei (slowakisch Západné Slovensko) ist:
- informell das westliche Drittel des Gebiets der Slowakei
- in der Verwaltungsgliederung 1960 – 1990 der Západoslovenský kraj
- eine statistische Region der Slowakei nach der NUTS-Klassifikation.

## Statistische NUTS-Region
Sie besteht aus 3 der insgesamt 8 slowakischen Kraje (etwa 35 % der Landesfläche und knapp 50 % der Bevölkerung) und konzentriert die stärkste Wirtschaftskraft des Staates (Code: SK02):
- Trnavský kraj (im vorwiegend flachen Westen)
- Trenčiansky kraj (im gebirgigen Nordwesten)
- Nitriansky kraj (im Südwesten bis zum Donauknie).